# 虹をつかむ男
『虹をつかむ男』（にじをつかむおとこ）は、西田敏行主演、山田洋次監督の喜劇映画シリーズ。2作が制作され、1996年と1997年に公開された。

## シリーズ製作の経緯
松竹は『男はつらいよ』第49作『男はつらいよ 寅次郎花へんろ』を予定し1996年秋からの撮影を控えていた。しかし、同年8月4日に車寅次郎役の渥美清が死去したことにより制作は中止となり、『男はつらいよ』シリーズは終了することとなった。『虹をつかむ男』は渥美を追悼して、1996年9月26日に制作発表が行われ、『寅次郎花へんろ』のキャストがほぼそのまま移行して制作された作品である。
このシリーズは2作で終わったが、『男はつらいよ』に代わるものとして、1988年から『男はつらいよ』と同時上映が恒例だった西田主演の『釣りバカ日誌』シリーズが松竹の看板映画となった。
名称は1950年のアメリカの映画『虹を掴む男』から。

## シリーズ概要

### 第1作

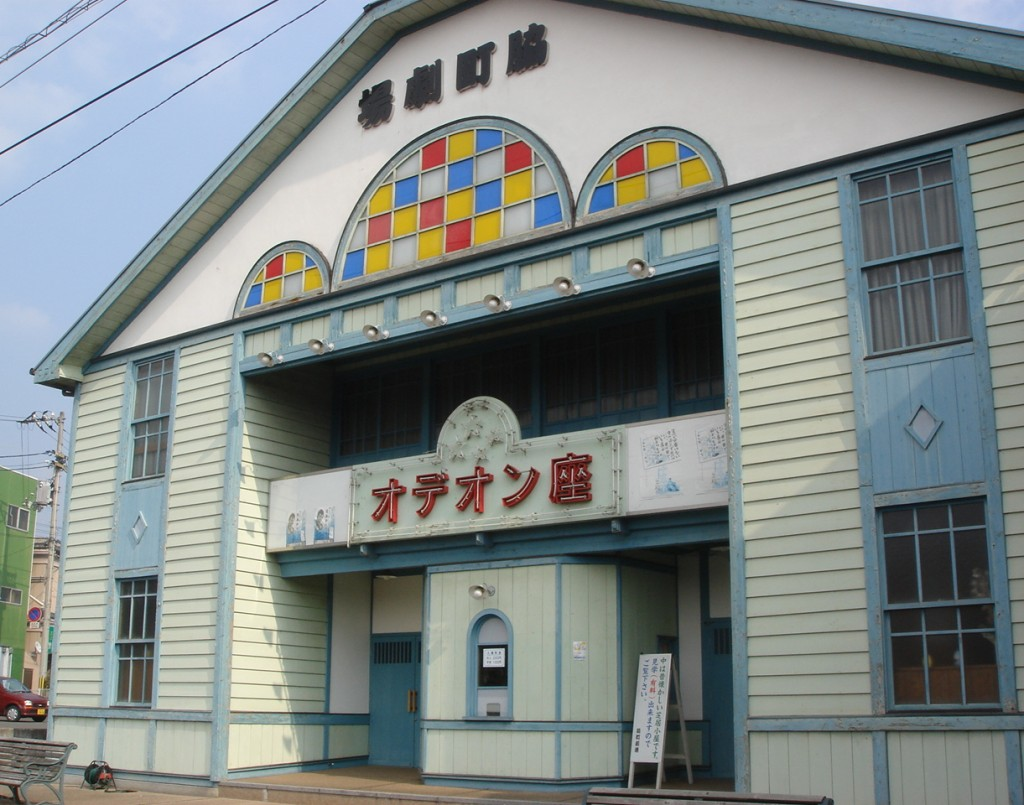
映画の撮影が行われた徳島県美馬市の脇町劇場

第1作『虹をつかむ男』（1996年12月28日公開、ロケ地：徳島県美馬郡脇町（現・美馬市））。同時上映は『サラリーマン専科 単身赴任』。
この映画の舞台となる「オデオン座」（脇町劇場）は、1995年に閉館し取り壊しが予定されていたが、この映画で一躍注目を集め、後に町指定文化財として修復されて一般公開されることとなった。吉岡秀隆演じる亮が親と喧嘩し家出し物語が展開するのは『男はつらいよ ぼくの伯父さん』以降の吉岡演じる諏訪満男と同様である。またエピローグにおいて渥美清演じる寅さんがCG合成ではありながら登場する一場面がある。その後EDに渥美清が歌う「男はつらいよ」の主題歌が途中まで流されている。但しエンドロールには渥美のクレジットはない。ラスト近くに「敬愛する渥美清に、この映画を捧げる」とのメッセージが添えられている。

#### キャスト
- 白銀活男：西田敏行
- 平山亮：吉岡秀隆
- 十成八重子：田中裕子
- 平山春子：倍賞千恵子
- 平山章：前田吟
- 平山咲枝：佐藤仁美
- 十成修次郎：笹野高史
- 十成かおり：宮下順子
- 常さん（映写技師）：田中邦衛
- 和尚：すまけい
- 赤羽（郵便局員）：柳沢慎吾
- 鏡子（薬屋）：松金よね子
- 茂（弁当屋）：神戸浩
- 吉井巡査：鶴田忍
- 安徳先生：永瀬正敏
- 斉藤課長：柄本明
- 村長：下條正巳
- 親族代表：三崎千恵子
- お遍路のおばさん：山田スミ子
- 新しく亮の代わりにオデオン座で雇われる男：上島竜兵
- 八重子の父：高原駿雄
- ハローワークで亮が見ていた求人を奪い取る男:佐藤蛾次郎
- その他マキノ佐代子、北山雅康、笠井一彦

#### スタッフ
- 監督：山田洋次
- 脚本：山田洋次、朝間義隆
- プロデューサー：深澤宏、本木克英
- 制作者：中川滋弘
- 音楽：山本直純、山本純ノ介
- 撮影：長沼六男
- 美術：出川三男
- 照明：熊谷秀夫
- 編集：石井巌
- 録音：鈴木功
- 監督助手：阿部勉、荒井雅樹、花輪金一、伊藤匡史、平松恵美子、石川勝己
- 方言指導：川先宏美
- 音響効果：伊藤亮行、吉村龍美
- CG技術：日立製作所
- 現像：東京現像所
- 協力：徳島県、脇町、貞光町、美馬町、穴吹町、半田町、日本エアシステム、キリンビール、徳島プリンスホテル、四国旅客鉄道、柴又神明会、日本ヘラルド映画、エースピクチャーズ、ロアイヤル

#### 映画内で使われた映画
- トイレの花子さん
- ニュー・シネマ・パラダイス
- 鞍馬天狗・天狗廻状
- 野菊の如き君なりき
- かくも長き不在
- 雨に唄えば
- 禁じられた遊び
- 東京物語
- 男はつらいよ
- バック・トゥ・ザ・フューチャー（亮の実家のテレビで偶然流れていた日曜洋画劇場の映像で、淀川長治の解説の一部が流れた）

#### キャッチコピー
- 世界一の金持ちになった気分よ、今は。
- 97年、お正月映画が変わります。

### 第2作
第2作『虹をつかむ男 南国奮斗篇』（1997年12月27日公開、ロケ地：奄美群島）
「巡回上映」が舞台となっている。
前作から一年後を舞台にした続編ではあるが、銀（前作の白銀から変更）活男演じる西田敏行と平山亮演じる吉岡秀隆以外のキャストは変更されている。その中で、『男はつらいよ』時代から前作を通して吉岡とは「母親」役として長きにわたり‘‘親子‘‘を演じていた倍賞千恵子であったが、今回も吉岡とは共演しているものの、親子ではなく小泉今日子のおば役となっている。またオデオン座も前回は徳島県所在であったが、本作は鹿児島奄美群島に変更されていおり、映写技師(サブ)や亮の父親の職業、副業(たこ焼き屋)、社用車、銀の風貌なども大きく変更となった。
兄妹のストーリーは未制作になった49作目『寅次郎花遍路』のプロットから生かされている他、『男はつらいよ 寅次郎ハイビスカスの花』上映予定の看板が置いてある場面があるがこれは当時『ハイビスカスの花』特別編が同時公開だったためである。

#### あらすじ
都内の家電量販店で働く平山亮（吉岡秀隆）の下に警察から連絡がくる。何とかつて旅先でアルバイトをしていた映画館「オデオン座」の主人、銀活男（西田敏行）が保護されているので身元引受人になって欲しいというものだった。銀は親戚の結婚式に出席するため奄美大島から東京に出てきたのはいいが、酔った勢いで怪しいバーに連れていかれてそこで高額な請求をされ、暴れたのである。とりあえず亮の実家である工務店に身を寄せ、久々に旧交を温める亮と銀。当初は息子が旅先で世話になったとして銀を歓迎する亮の両親（笹野高史、角替和枝）であったが、風呂おけを壊す、鍋をひっくり返す、いびきがうるさいなどガサツな銀に辟易してしまう。銀が帰った数日後。亮は両親と喧嘩し、家を出て行ってしまう。現在の仕事が自分の才能を生かせていないとして内緒で仕事を辞めていたことが親にバレてしまったからである。亮は、銀を追って「オデオン座」に向かうがすでに休館していた。近所の人の話で現在はサブ（小籔千豊）とともに奄美群島を周る移動映画館をやっていることを知った亮は、徳之島に向かう。そこで息子を連れて帰省していた節子（小泉今日子）と出会う。おばの絹代（倍賞千恵子）に会いに来たのだ。節子は喜界島の生まれだが、東京出身の男と半ば駆け落ち同然で島を出ていた。現在は男とは別れ、生活の当てが無くなったため実家に息子を預けて自身は再び都会で働くつもりであったが、絹代の説得で両親や兄の下に帰ることに。偶然、映画の上映のため徳之島を訪れていた銀の計らいで亮たちと一緒に喜界島に向かうことになった節子。そんな節子に亮は淡い恋心を抱く・・・

#### キャスト
- 銀活男：西田敏行
- 平山亮：吉岡秀隆
- 麓松江：松坂慶子
- 祝節子：小泉今日子
- 祝清治：哀川翔
- 祝幸吉：田中邦衛
- 祝文子：八木昌子
- 平山肇：笹野高史
- 平山綾：角替和枝
- 平山咲枝：星野真理
- 絹代：倍賞千恵子
- サブ：小籔千豊
- 村井主任：田山涼成
- 漁師：神戸浩

#### スタッフ
- 監督：山田洋次
- 脚本：山田洋次、朝間義隆
- 音楽：山本直純、森村献
- 撮影：長沼六男
- 美術：出川三男
- 照明：熊谷秀夫
- 録音：岸田和美
- 編集：石井巌
- 監督助手：阿部勉、荒井雅樹、花輪金一、伊藤匡史、平松恵美子、石川勝己、木村陽亮
- 音響効果：伊藤亮行、吉村龍美
- 技斗：宇仁貫三
- 移動映画オペレーション：鈴木映画
- 協力：奄美群島（奄美大島、喜界島、徳之島）、日本エアシステム、大島運輸、東京都立亀戸技術専門校、キリンビール、第一興商
- プロデューサー：中川滋弘、深澤宏、平野隆
- 制作協力：大船撮影所

#### 映画内で使われた映画
- 雪国（1965年、松竹）
- 風の谷のナウシカ
- 男はつらいよ 寅次郎ハイビスカスの花（映写機の故障で上映はされていない）

#### 備考
テレビ放送は、1999年1月2日21:00 - 23:18にTBS系列で放送された。同時間帯には同じ西田が主演した時代劇『けろりの道頓 秀吉と女を争った男』が22:03 - 24:00まで関西テレビ制作、フジテレビ系列にて放送された。『けろりの道頓』を制作した関西テレビはTBS本社に出向き『虹をつかむ男』の放送日時を再考するよう要請したが平行線をたどり両番組とも当初の予定通り放送した。